# Arvid Ahlberg

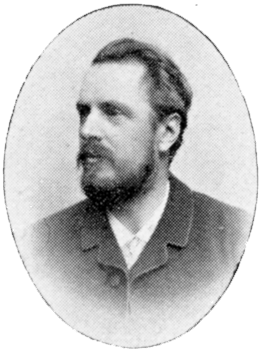
Arvid Ahlberg, Foto aus einem zeitgenössischen Lexikon

Arvid Magnus Ahlberg (* 23. Dezember 1851 in Karlskrona, Blekinge, Schweden; † 19. Dezember 1932 in Öckerö, Bohuslän, Schweden) war ein schwedischer Landschafts- und Marinemaler der Düsseldorfer Schule.

## Leben
Ahlberg, Sohn eines Marinearztes, studierte zunächst am Technologischen Institut in Stockholm, ehe er als Marineingenieur arbeitete. Später wandte er sich der Malerei zu, insbesondere der Marinemalerei. Hierzu zog er 1881 nach Deutschland und nahm Privatunterricht bei seinem Landsmann Axel Nordgren in Düsseldorf. 1883 war er dort in der „Permanenten Kunstausstellung“ von Eduard Schulte vertreten. Im April 1884 kehrte er nach Karlskrona heim.

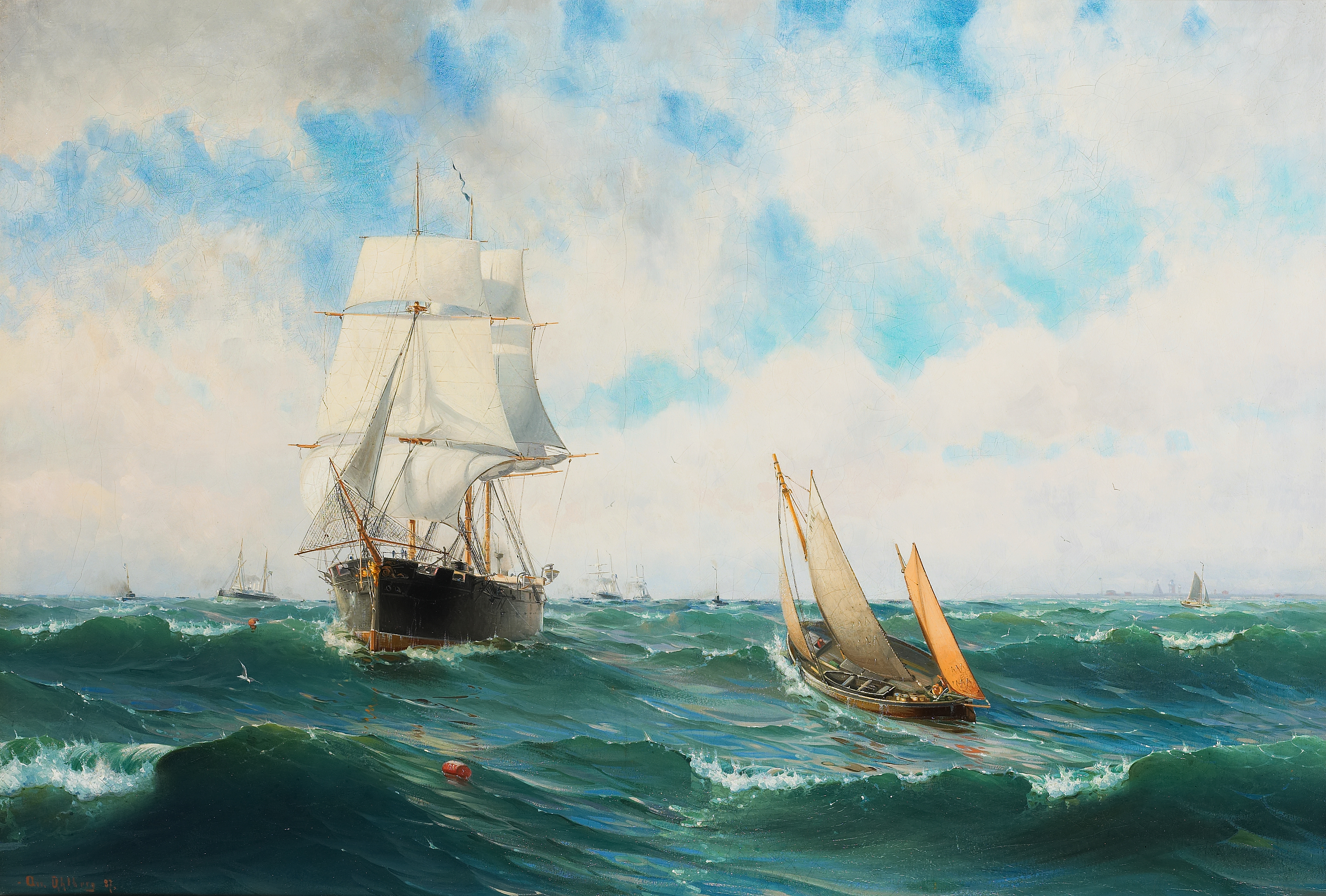
Örlogsskepp vid Vinga, 1887
Königliche Yacht HMS Drott, 1898
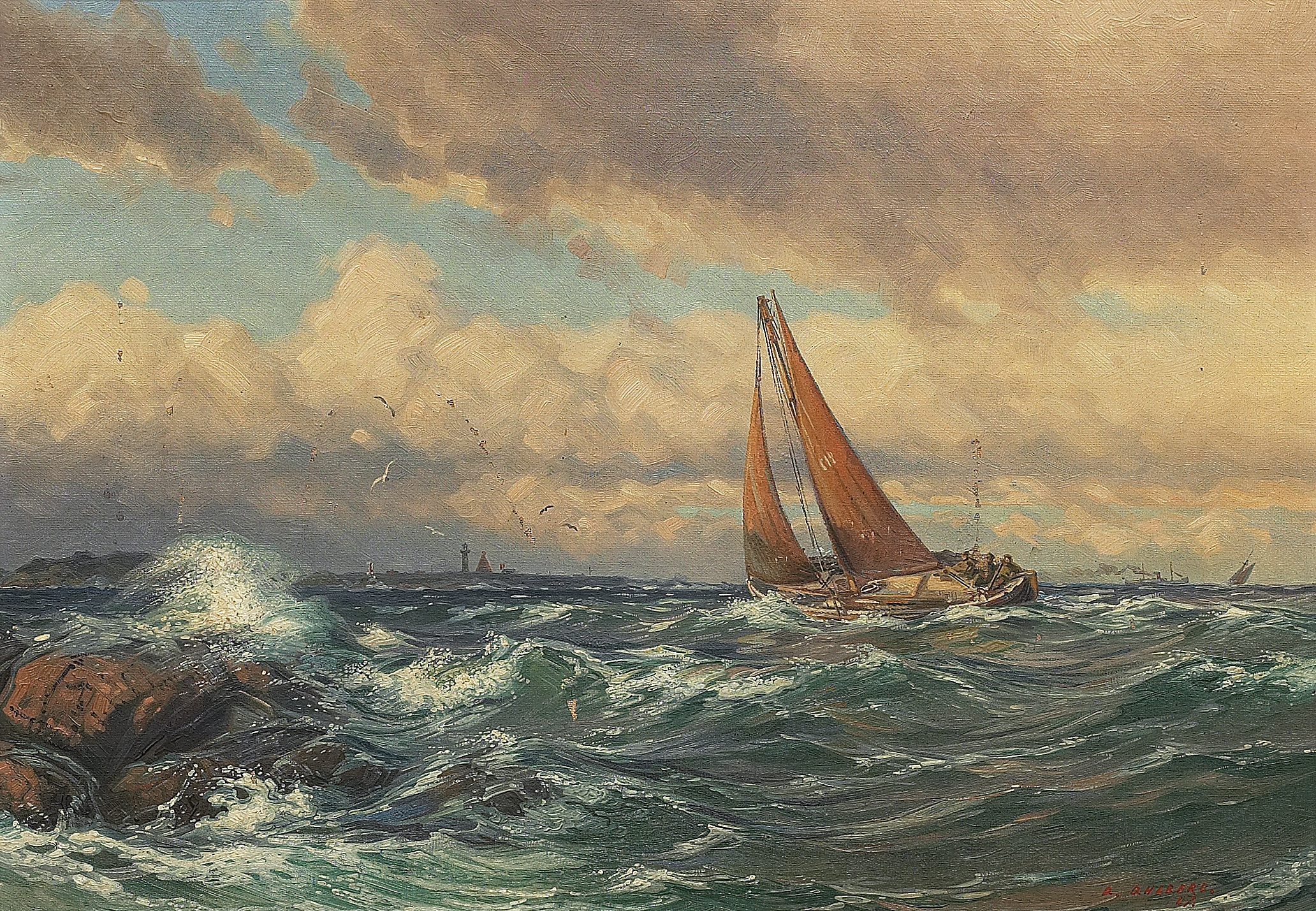
Segelbåtar, Västkusten, 1907
Kriegsschiff HMS Äran, Seehistorisches Museum, Stockholm